# 飯島愛のラブマゲドン
『まんがの森シアター飯島愛のラブマゲドン』は、1994年10月 - 1995年3月まで、TBSラジオで毎週土曜日21：00-21：30まで放送された、バラエティ番組である。まんがの森一社提供。

## パーソナリティ
- 飯島愛

| スタブアイコン | サブスタブ | この項目は、まだ閲覧者の調べものの参照としては役立たない、ラジオ番組に関連した書きかけの項目です。この項目を加筆・訂正などしてくださる協力者を求めています（P:ラジオ/PJ:放送番組）。 |